# Репяна
Репяна (укр. Ріп'яна) — село в Стрелковской сельской общине Самборского района Львовской области Украины.
Население по переписи 2001 года составляло 649 человек. Занимает площадь 1,66 км². Почтовый индекс — 82096. Телефонный код — 3238.